# NGC 1253
NGC 1253 is een balkspiraalstelsel in het sterrenbeeld Eridanus. Het hemelobject werd op 20 september 1784 ontdekt door de Duits-Britse astronoom William Herschel.

## Synoniemen
- PGC 12041
- MCG -1-9-18
- UGCA 62
- Arp 279
- KUG 0311-030